# Judolia scapularis
Judolia scapularis là một loài bọ cánh cứng trong họ Cerambycidae.